# Marco Hietala
Marco Hietala, geboren als Marko Tapani Hietala (Tervo, 14 januari 1966), is een Finse metalartiest. Hietala is met name bekend van de symfonische metalband Nightwish, waar hij van 2001 tot begin 2021 bassist en zanger van was. Tevens is Hietala zanger, bassist en songwriter in de Finse band Tarot. Hij heeft ook gespeeld bij de bands Sinergy, Northern Kings, Conquest en de coverband Metal Gods.
Hietala speelt sinds zijn twaalfde gitaar en basgitaar. Hij heeft drie jaar klassieke gitaar, zang en muziektheorie gestudeerd aan een hogeschool. Daarna heeft hij nog twee jaar basgitaar en muziektheorie gestudeerd aan een conservatorium.

## Jeugd
Hietala werd geboren op 14 januari 1966 in de Finse stad Tervo. Zijn vader speelde vaak Engelse volksliedjes naast zijn bed om hem en zijn broer Zachary in slaap te krijgen. Door deze invloed van zijn vader ging Zachary op zijn veertiende gitaar spelen. Hietala vond het mooi klinken, maar vond dat hij het beter moest kunnen. Daarom ging hij ook gitaar spelen om Zachary proberen te overtreffen. Later moest hij wisselen naar basgitaar vanwege het lage aantal muzikanten. Op zijn dertiende begon hij met Zachary zijn eerste band, waar hij ook begon met zingen. Van zijn vijftiende tot zijn achttiende ging Hietala naar een muzikale middelbare school. Van zijn achttiende tot zijn twintigste studeerde hij basgitaar en muziektheorie aan een pop en jazz conservatorium te Oulunkylä.

## Tarot
In de jaren tachtig begon Hietala samen met zijn broer Zachary de metalband Purgatory. In 1986 werd de naam veranderd in Tarot. In 1988 kwam het album "Follow me into Madness" uit. Daarna verloor Tarot hun platenlabel. In die tijd waren metalvormen als thrashmetal in opkomst, en tarot speelde nog steeds de oude stijl. Het was moeilijk voor Tarot om een nieuw platenlabel te krijgen. In 1993 kregen ze eindelijk een nieuw platenlabel en gingen ze weer verder. Doordat Hietala in 2001 bij Nightwish ging spelen, verwierf de band een stuk meer bekendheid, en is het een internationaal bekende band geworden.

## Northern Kings
Ook is Hietala, samen met drie anderen, oprichter van de band Northern Kings, die in 2007 hun eerste album uitbrachten. Hun derde album kwam uit in 2010.

## Nightwish

### Zang
Nightwish heeft sinds Hietala's komst enkele nummers geschreven waarin Tarja Turunen en hij duetten zingen. Nightwish' songwriter Tuomas Holopainen gebruikt Hietala's grove, harde stem om Nightwish een nieuwe dimensie te geven. Daarnaast deelt Hietala de credits van de nummers Long Lost Love (Century Child) en Higher Than Hope (Once) met Tuomas voor de muziek.  

### Covers
Bij liveoptredens van Nightwish zou de zangeres voorheen tussendoor één keer een pauze nemen. De band zou dan een instrumentaal nummer spelen. Maar sinds Hietala bij de band kwam hebben ze in deze pauzes covers gedaan van bekende nummers, waarbij Hietala de hoofdzanger is. De band speelde "Crazy Train" van Ozzy Osbourne, "Wild Child" van W.A.S.P., "Don't Talk To Strangers" van Dio, "Symphony of Destruction" van Megadeth en meest recentelijk "High Hopes" van Pink Floyd. Sommige van deze nummers worden verkocht of zijn verworven in albums van Nightwish.

### Vertrek
Op 12 januari 2021 maakte Hietala bekend voor onbepaalde tijd uit Nightwish te vertrekken.

## Delain
Hietala is een 'project member' van de Nederlandse metalband Delain, samen met Sharon den Adel (Within Temptation), Ad Sluijter (ex-Epica), George Oosthoek (ex-Orphanage) en anderen. De belangrijkste zangpartij is weggelegd voor Charlotte Wessels, de keyboards worden bespeeld door Martijn Westerholt (ex-Within Temptation). In 2006 debuteerde Delain met het album Lucidity. Ook op het tweede album, April Rain, vervult Hietala weer een gastrol. Op het laatste album van Delain uit 2012, We Are the Others, is Hietala alleen live te horen op de vier bonustracks van het digipack.
- Bibsys: 4093625
- Bibliothèque nationale de France: cb17917805h (data)
- Gemeinsame Normdatei: 135656109
- International Standard Name Identifier: 0000 0000 7880 8449
- MusicBrainz: 7244f99c-e056-412c-836d-b3933bb51229
- Nationale Bibliotheek van Tsjechië: xx0095335
- Virtual International Authority File: 62768384
- WorldCat: E39PBJpJjrDrwmJtMVR8p4bjmd